# Mutex (entreprise)
Pour les articles homonymes, voir Mutex.

Mutex est une société d’assurance à capitaux mutualistes créée en 2011 par les principales mutuelles interprofessionnelles et Mutex Union (ex-UNPMF), pour reprendre et développer le secteur prévoyance de la Mutualité Française.
C'est l'un des acteurs majeurs de la prévoyance individuelle et collective ainsi que de l'épargne retraite.

## Chiffres clés[4]
- 1,027 milliard d'euros de chiffre d'affaires
- 7,7 milliards d'euros d'actifs gérés
- 2,45 millions de personnes protégées
- 70 000 entreprises clientes

## Gouvernance
Mutex est une société anonyme à capitaux mutualistes. Le capital est détenu par Harmonie Mutuelle (51 %), Adréa Mutuelle (11 %), Mutuelle Apréva (5,7 %), Eovi-MCD Mutuelle (11 %), Mutex Union (12 %), Matmut Mutualité (4 %), Mutuelle Santé Ociane (4 %) et Chorum (1 %).

## Réseau de distribution
- Les garanties sont diffusées par un réseau de 41 mutuelles partenaires, qui regroupent plus de 700 agences sur l'ensemble du territoire français[7].

- Depuis le 1er janvier 2013, Mutex est le partenaire de la mutuelle UNEO pour sa garantie « Dépendance » [8] couvrant 900 000 militaires[9].